# Miyama Shizuo
Miyama Shizuo (jap. 深山 静夫; * in der Präfektur Hiroshima) war ein japanischer Fußballspieler.

## Nationalmannschaft
1923 debütierte Miyama für die japanische Fußballnationalmannschaft. Miyama bestritt zwei Länderspiele. Mit der japanischen Nationalmannschaft qualifizierte er sich für die Far Eastern Championship Games 1923.